# 浙江樹人大学
浙江樹人大学（せっこうじゅじんだいがく）は、中国の浙江省杭州市拱墅区樹人路にある大学。

## 大学名の由来
現代中国の格言「十年樹木、百年樹人」（樹木を育てるには十年、人材を育てるには百年（長い年月）かかる。人材を育成することは容易ではない、の意）から。この格言は法家の古典『管子』権修篇の一節「一年之計。莫如樹穀。十年之計。莫如樹木。終身之計。莫如樹人。一樹一穫者穀也。一樹十穫者木也。一樹百穫者人也。我苟種之。如神用之。舉事如神。唯王之門。」（「一年の計、十年の計、終身の計」）に由来する。大学所在地名「樹人路」は本大学名から取られた。

## 沿革
- 1984年　中華人民共和国初の私立大学（民設大学）として設立。

## 歴代学長
- 周春暉（1985年4月 - 1990年2月）
- 鄧漢馨（1990年2月 - 1994年2月）
- 王家揚（1994年2月 - 1998年8月）
- 陳子元（1998年8月 - 2003年2月）
- 朱玉（2003年7月 - 2010年7月）
- 陳昭典（2010年7月 - 2012年10月）
- 徐緒卿（2012年10月 - 2019年11月）
- 李魯（2019年11月 - ）

## 日本との関係
- 交流協定締結校
  - 成美大学
  - 富士常葉大学
  - 活水女子大学
  - 長崎国際大学
  - 静岡産業大学
  - 中村学園大学・中村学園大学短期大学部